# De joniska naturfilosoferna
De joniska naturfilosoferna är ett samlingsbegrepp för ett antal försokratiska tänkare som var verksamma på 500-talet f.Kr. i Jonien, de grekiska kolonierna längs nuvarande Turkiets västkust. Området var med staden Miletos som ett av flera centra ursprunget till den mycket kraftiga expansion som det filosofiska tänkandet i Grekland uppvisade under 500- och 400-talet f.Kr, och härifrån härstammar de första bevarade skriftfragmenten som påminner om filosofisk verksamhet i striktare mening. De naturfilosofiska spekulationerna är inte vetenskapliga i dagens betydelse av ordet utan präglas av mångtydighet och mysticism, men är ändå tydligt avskiljda från dåtidens folkreligion och mytologiska skaldekonst. Området erövrades i början av 500-talet av Kyros den store och mycket talar för att persisk filosofi var en katalysator bakom den joniska naturfilosofin. Hur som helst spred sig den filosofiska expansionen till andra håll i den grekiska världen, inte minst i Magna Graecia, de grekiska kolonierna i södra Italien.
Thales, Anaximander, Anaximenes och Anaxagoras är några av de mest kända företrädarna för de joniska naturfilosoferna. Benämningen naturfilosofer kommer av dessa filosofers engagemang i metafysiska frågor och i sökandet efter arche, alltings upphov eller alltings urämne. De joniska naturfilosoferna var inte främst intresserade av tekniska detaljproblem utan ville finna generella principer bakom naturens processer. Hur världen har uppstått, hur universum ser ut, och så vidare. En central fråga för naturfilosoferna var problemet med förändring, eller "de gamlas problem", vilket syftar på hur det kan komma sig att en och samma sak kan förändras, samtidigt som det förblir vad det är.
De texter av de joniska naturfilosoferna som finns bevarade idag är få och fragmentariska. I original har ingenting överlevt, utan de brottstycken som återstår är hämtade från andra antika författare, särskilt Aristoteles och hans lärjunge Theofrastos.